# East Malling and Larkfield
East Malling and Larkfield – civil parish w Anglii, w Kent, w dystrykcie Tonbridge and Malling. W 2011 civil parish liczyła 14185 mieszkańców.